# Klöchita
La klöchita és un mineral de la classe dels silicats, que pertany al grup de l'osumilita. Rep el nom de la localitat de Klöch (Àustria), la seva localitat tipus.

## Característiques
La klöchita és un ciclosilicat de fórmula química (□Na)KFe₂2+Zn₃(Si₁₂O30). Cristal·litza en el sistema hexagonal.
Segons la classificació de Nickel-Strunz, l' pertany a «09.CM - Ciclosilicats, amb dobles enllaços de 6 [Si₆O18]12- (sechser-Doppelringe)» juntament amb els següents minerals: armenita, brannockita, chayesita, darapiosita, eifelita, merrihueïta, milarita, osumilita-(Mg), osumilita, poudretteïta, roedderita, sogdianita, sugilita, yagiïta, berezanskita, dusmatovita, shibkovita, almarudita, trattnerita, oftedalita i faizievita.

## Formació i jaciments
Va ser descoberta a la pedrera de basalt de la localitat de Klöch, a Bad Radkersburg (Estíria, Àustria). Es tracta de l'únic indret de tot el planeta on ha estat descrita aquesta espècie mineral.